# Xenomystax congroides
Xenomystax congroides és una espècie de peix pertanyent a la família dels còngrids.

## Descripció
- Pot arribar a fer 87,6 cm de llargària màxima.
- Nombre de vèrtebres: 189-219.[2]

## Hàbitat
És un peix marí i batidemersal que viu entre 140 i 825 m de fondària.

## Distribució geogràfica
Es troba a l'Atlàntic occidental: des del nord-est de Florida i el golf de Mèxic fins a la desembocadura del riu Amazones, incloent-hi les Bahames i les Índies Occidentals.

## Observacions
És inofensiu per als humans.